# Rui Shi

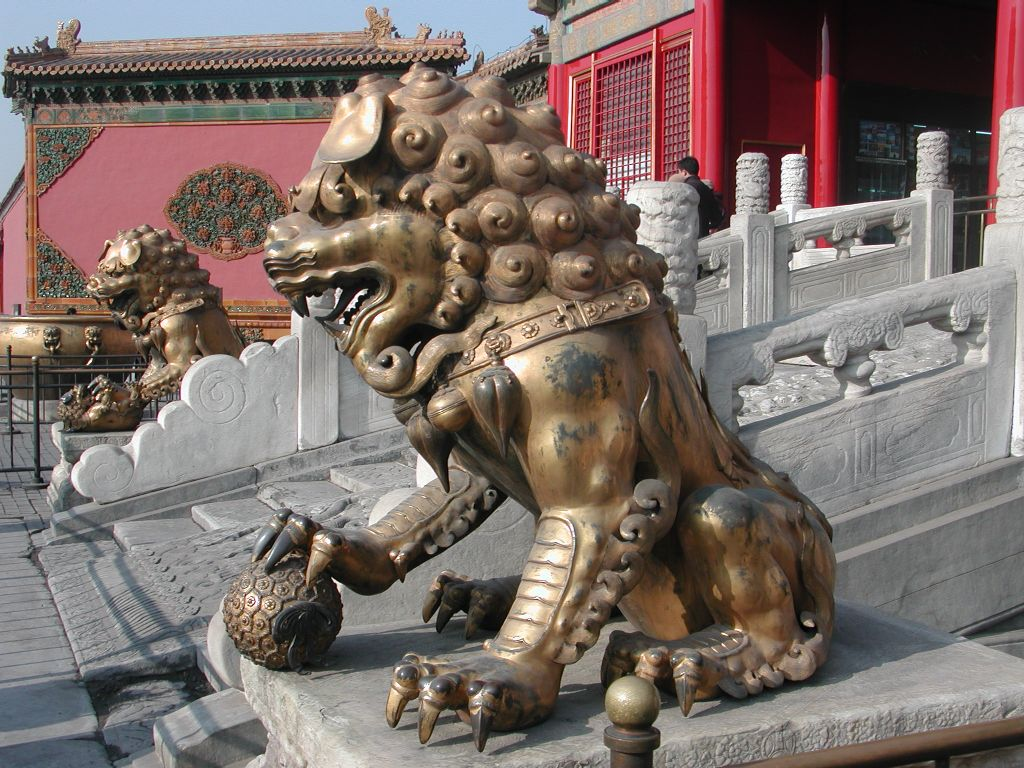
Doi rui shi, ce datează din timpul Dinastiei Qing, aflați la intrarea în Orașul Interzis

Rui Shi (狮) sunt lei din mitologia chineză care sunt considerați sacri și aducători de noroc, dar și niște gardieni puternici. Statuile de rui shi se pun în fața mormintelor imperiale, băncilor, hotelurilor, templelor și altor instituți pentru a le ocroti și ale păzi de forțele rele.